# Репати водоземци
Репати водоземци (лат. Caudata, или Urodela) су један од редова водоземаца. Репати водоземци живе и у води и на копну. Већина их живи на копну када достигну зрелост после метаморфозе. У том процесу они губе шкрге и почињу да дишу ваздух. Воду узимају преко коже. Неки репати водоземци не доживљавају метаморфозу и стално изгледају као младунци. Уколико су и репродуктивно способни, појава се назива неотенија.

## Класификација
Постоји десет фамилија у реду Caudata, сврстаних у три подреда:
| Cryptobranchoidea (џиновски даждевњаци) |                                     |                                                            |             |
| фамилија                                | Уобичајено име                      | Пример врсте                                               | Фотографија |
| Cryptobranchidae                        | Криптобранхиде                      | Амерички џиновски даждевњак (Cryptobranchus alleganiensis) |             |
| Hynobiidae                              | Хинобииде (азијски даждевњаци)      | Јапански џиновски даждевњак (Andrias japonicus)            |             |
| Salamandroidea (напрединији даждевњаци) |                                     |                                                            |             |
| Ambystomatidae                          | Амбистоматиде (пегави даждевњаци)   | Мермерни даждевњак (Ambystoma opacum)                      |             |
| Amphiumidae                             | Амфиумиде                           | Двопрста амфијума (Amphiuma means)                         |             |
| Dicamptodontidae                        | Дикамптодонтиде                     | Џиновски пацифички даждевњак (Dicamptodon tenebrosus)      |             |
| Plethodontidae                          | Плетодонтиде (даждевњаци без плућа) | Црвенолеђи даждевњак (Plethodon cinereus)                  |             |
| Proteidae                               | Протеиде                            | Човечија рибица (Proteus anguinus)                         |             |
| Rhyacotritonidae                        | Риакотритониде                      | Јужни поточни даждевњак (Rhyacotriton variegatus)          |             |
| Salamandridae                           | Саламандриде (мрмољци и даждевњаци) | Планински мрмољак (Triturus alpestris)                     |             |
| Sirenoidea (сирене)                     |                                     |                                                            |             |
| Sirenidae                               | Сирене                              | Велика сирена (Siren lacertina)                            |             |